# Verzino
Verzino – miejscowość i gmina we Włoszech, w regionie Kalabria, w prowincji Crotone.
Według danych na rok 2004 gminę zamieszkiwało 2371 osób, 52,7 os./km².